# Humboldt-Gymnasium Ulm
Das Humboldt-Gymnasium (HGU) ist eines der sieben allgemeinbildenden Gymnasien Ulms und gleichzeitig seine älteste Schule.
Es ist ein alt- und neusprachliches und mathematisch-naturwissenschaftliches Gymnasium mit musischem Zug. Sowohl Latein als auch Englisch werden als erste Fremdsprache angeboten, darüber hinaus kann das Fach Musik ab der 5. Klasse wahlweise verstärkt belegt werden.

## Geschichte

### Mittelalter
Die erste urkundliche Erwähnung einer Lateinschule, aus der später das heutige Humboldt-Gymnasium hervorgehen sollte, findet sich im Jahr 1294; knapp 100 Jahre später, nämlich 1383, übergab das Kloster Reichenau die Hoheit über die Schule der Stadt Ulm.
Die Ulmer Lateinschule war vor allem im 15. Jahrhundert berühmt.

### Frühe Neuzeit

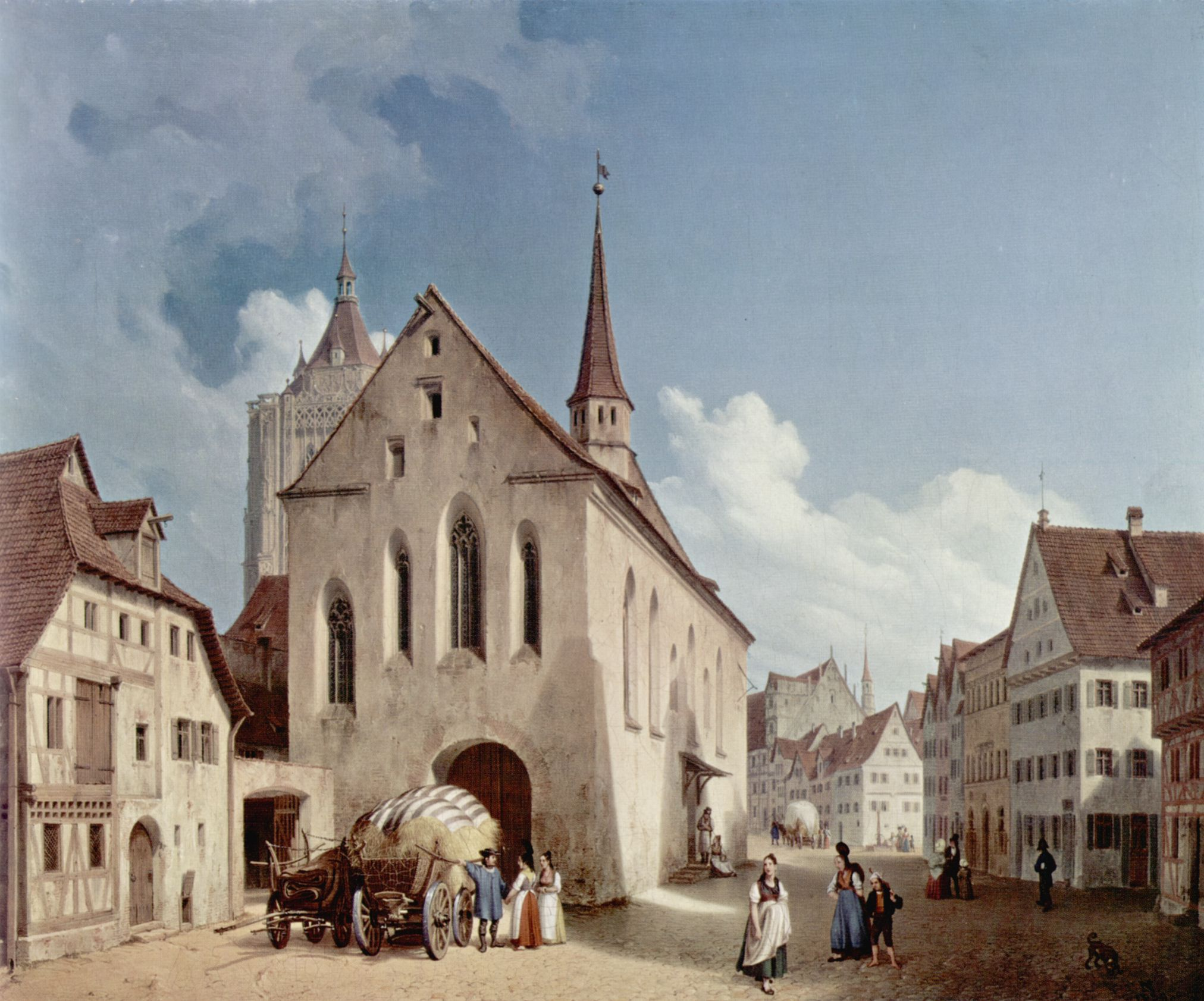
Barfüßerkirche am Münsterplatz von der Hirschgasse aus gesehen, das dazugehörende Franziskanerkloster Ulm beherbergte das Gymnasium nach der Reformation bis 1879. Ölgemälde (1829), Museum Schloss Klingenstein

Das Franziskanerkloster Ulm wurde in der Reformation des 16. Jahrhunderts umgewidmet und diente nun der Stadt Ulm als Lateinschule.
1613 wurde die Schule unter dem Superintendenten Konrad Dieterich formell zum Gymnasium. In Dieterichs Amtszeit wurde die bisherige Lateinschule zu einer philosophisch-theologischen Studienanstalt ausgebaut und erweitert. Die seit 1615 „Gymnasium academicum“ genannte Schule wurde von Direktor Dieterich ab 1620 geleitet.
Im Jahr 1879 wurden die nach dem Bau eines neuen Gymnasiums nutzlos gewordenen Gebäude samt der Kirche abgebrochen, um den Münsterplatz „freizulegen“. Das Ziel war, einen freien Blick auf den kurz vor der Vollendung stehenden Kirchturm des Ulmer Münsters zu erreichen.

### Neuere und Neueste Geschichte

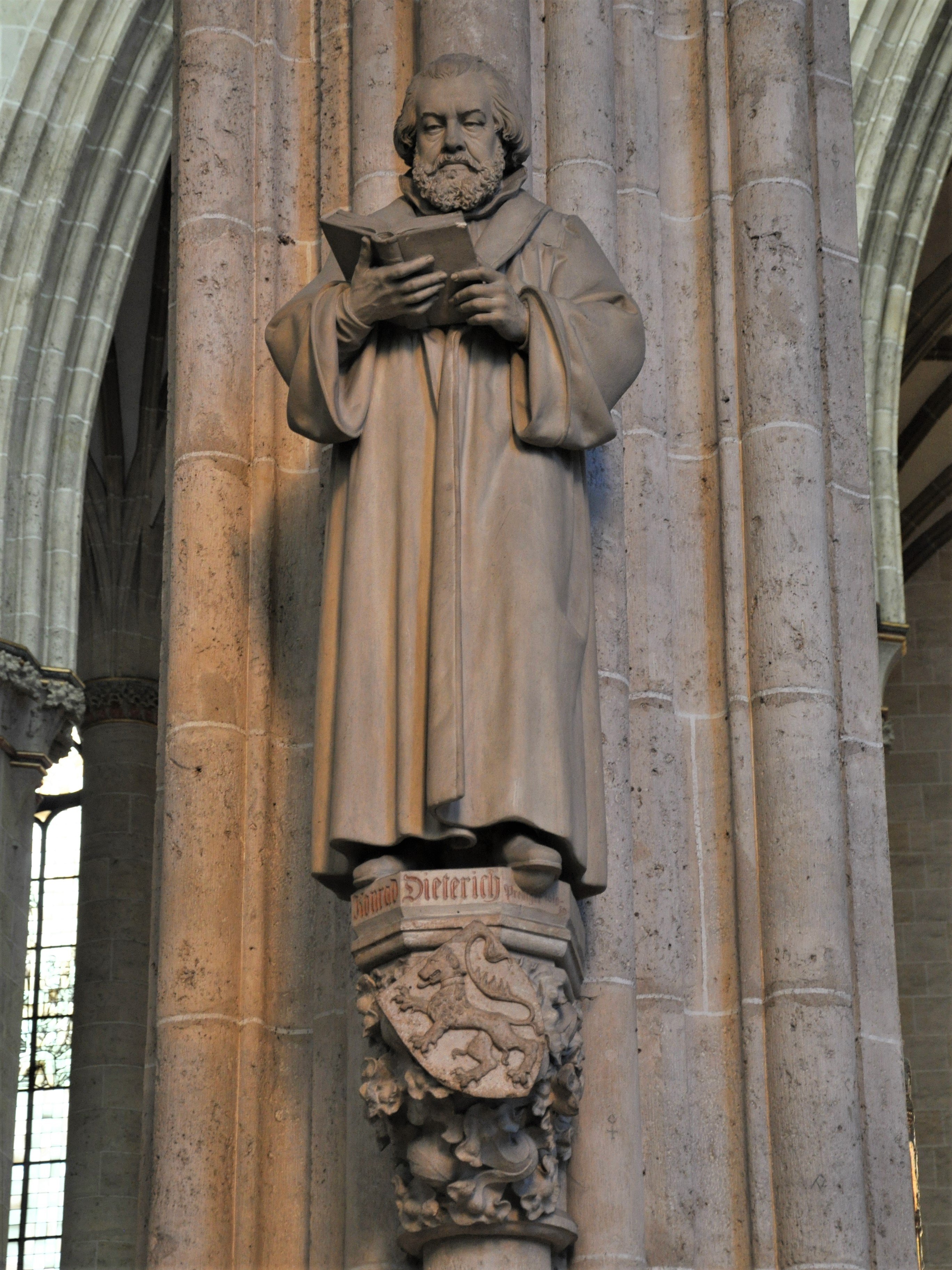
Statue des Schuldirektors Konrad Dieterich in einem Seitenschiff des Ulmer Münsters

Aus dem humanistischen Gymnasium, das damals noch nicht den Namen Humboldt trug, gingen etliche spätere Mitglieder der Widerstandsgruppe Weiße Rose hervor: Neben Hans Scholl, der ein Schüler des Kepler-Gymnasiums gewesen ist, die einige Jahre jüngeren Mitglieder der „Ulmer Abiturientengruppe“ Hans Hirzel, Franz J. Müller, Heinrich Guter und Heinz Brenner.

„Dem Volksgerichtshof fällt auf, daß aus einer Schulklasse drei Schüler (auch Heinrich Guter) in dieser Sache erscheinen und noch weitere erwähnt wurden! Da muß etwas nicht stimmen, was am Geiste dieser Klasse liegt und was der Senat nicht allein diesen Jungen zur Last legen kann. Man schämt sich, daß es eine solche Klasse eines deutschen humanistischen Gymnasiums gibt!“

In diesem zweiten Prozess gegen Mitglieder der Weißen Rose und gegen die Schülergruppe des Ulmer Gymnasiums schrie der Präsident des Volksgerichtshofes Roland Freisler gleich zur Eröffnung den Angeklagten entgegen, dass der Nationalsozialismus gegen solche Verräter überhaupt kein Strafgesetzbuch benötige. Er werde „ganz ohne Recht“ kurzen Prozess machen. Strafrichter Freisler korrigierte sich und verbesserte: „ganz ohne Gesetz“. Als ihm ein Beisitzer dennoch wortlos das Strafgesetzbuch hinüberreichte, schleuderte er es augenblicklich in Richtung der Anklagebank, wo sich Angeklagte duckten, um nicht am Kopf getroffen zu werden.
Im Jahr 1956 wurde das heutige Schulgebäude bezogen, da das seit 1878 genutzte Schulgebäude im Zweiten Weltkrieg fast vollkommen zerstört worden war. Die Schule erhielt den Namen Humboldt-Gymnasium, und die Tradition des Musikzuges begann mit der Gründung einer Musikschule am HGU.
Bereits im Jahr 1926 hatte sich ein Förderverein gegründet; 30 Jahre später gründete dieser sich im Jahr 1956 neu als e. V. mit dem Namen Verein der Freunde des Humboldt-Gymnasiums.
Im Jahr 2000 wurde das achtjährige Abitur eingeführt.
Im Jahr 2006 wurde der von der Stadt Ulm mit 6,5 Millionen Euro getragene Neubau durch Oberbürgermeister Ivo Gönner eingeweiht. Baubeginn war 2004. Die Renovierung der Physik- und Chemieräume wurde Ende des Schuljahres 2009/2010 abgeschlossen.
Durch seine Förderung der Musik beheimatet das Humboldt-Gymnasium traditionell in Ulm bekannte Schülerorchester (Sinfonietta Ulm) und Chöre.

## Sonstiges
- Das HGU ist nach beiden Gebrüdern Humboldt benannt, da es durch den naturwissenschaftlichen Zug in der Mittelstufe den Forschergeist Alexanders und durch die altsprachliche Wahlmöglichkeit die humanistischen Ideale des Bildungs- und Gymnasialreformers Wilhelms vertritt.
- Die Schülerzeitung Hopp Gym ist eine der traditionsreichsten Schülerzeitungen Ulms. Inzwischen erscheint die Schülerzeitung alle drei Monate als Printversion unter dem Namen „HumBook“.
- Die Sinfonietta Ulm, das sinfonische Orchester an der Schule, war mehrfach Preisträger bei Orchesterwettbewerben:

2012 gewann das Orchester beim 8. Deutschen Orchesterwettbewerb den ersten Preis.
2017 wurde die Sinfonietta Ulm erster Preisträger beim Händel-Jugendwettbewerb der Händelgesellschaft in Karlsruhe.

## Persönlichkeiten

### Lehrer (Auswahl)
- Peter Agricola, Theologe
- Johann Friedrich Dieffenbacher, Musiker und Chorleiter
- Konrad Dieterich, Theologe
- Christoph Erhard Faulhaber, Mathematiker
- Konrad Dietrich Haßler, Theologe und Orientalist
- Johann Martin Miller, Theologe
- Georg Heinrich Moser (1780–1858), Klassischer Philologe und Gymnasialrektor
- Eberhard Nestle, Theologe und Hebräischlehrer
- Erwin Nestle, Altphilologe
- Fritz Nestle, Mathematiker und Physiker
- Johann Pfautz, Mediziner und Naturwissenschaftler
- Max von Planck, Theologe
- Andreas Schwilge, Musiker
- Walther Sontheimer, Klassischer Philologe
- Elias Veiel, Theologe
- Herbert Werner, Historiker und Anglist

### Schüler (Auswahl)

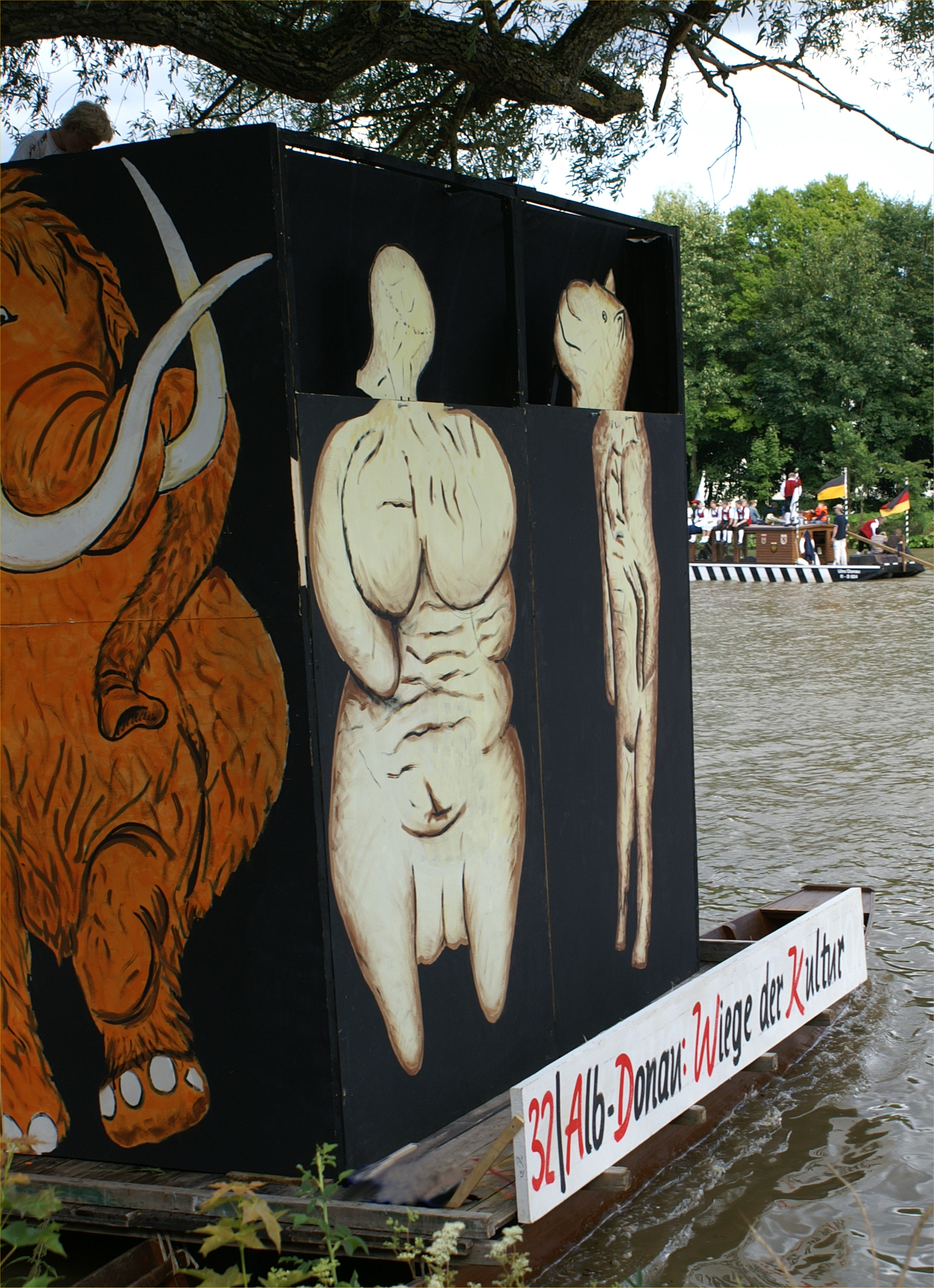
Alb-Donau: Wiege der Kultur.
Schüler des Humboldt-Gymnasiums machten die Funde von Löwenmensch und Venus vom Hohlen Fels zum Thema beim Nabada 2009

- Heinz Brenner
- Martin Crusius
- Jürgen Filius
- Johann Frick
- Johann Jakob Gradmann
- Heinrich Guter
- Kay Hailbronner
- Hans Hirzel
- Susanne Hirzel
- Ernst Hofmann
- Berthold Huber
- Hermann Köhl
- Kaspar Kratzer
- Peter-Christian Kunkel
- Wilhelm Leube
- Karl von Linden
- Johann Jakob Mayer
- August Moos
- Franz J. Müller
- Gallus Oehem
- Johannes Palm
- Johann Jakob Rabus
- Maximilian Reinelt
- Otto Röhm
- Konrad Sam
- Lorenz Scheurl
- Max Schott von Schottenstein
- Wolfgang Schuster
- Johannes Scultetus
- Adalbert Seifriz
- Eberhard Stammler
- Bonifacius Stöltzlin
- Lorenz Wilhelm Straub
- Tina Stroheker
- Ludwig Weickmann
- Albrecht Weyermann
- Heinrich August Winkler
- Christoph Leonhard Wolbach
- Jörg Zink